# Слободенюк Вадим Ростиславович
Вадим Ростиславович Слободенюк (нар. 17 березня 1981, Рівне, УРСР) — український бігун-стипльчезист.

## Спортивна кар'єра
У 2002 році дебютував у чемпіонаті України по бігу з перешкодами на 3000 метрів, завдяки чому кваліфікувався на чемпіонат Європи, на якому посів високе 6-те місце. Наступного року завоював золоту медаль чемпіонату України по бігу з перешкодами на дистанції 3000 метрів та на коротшій дистанції, але виступив дуже невдало на чемпіонаті світу в Парижі. На Олімпійських іграх 2004 року не зміг подолати перший раунд змагань, але втретє поспіль став переможцем чемпіонату України.
У 2005 році він знову став переможцем чемпіонату України по бігу з перешкодами на відстані 3000 метрів, окрім цього Вадим виграв золоті медалі на чемпіонаті України по бігу на 3000 метрів по прямій дистанції з перешкодами. Він посідає лідируючі позиції у кваліфікаційних змаганнях до чемпіонату світу 2005 року та чемпіонату Європи 2006 року. За свою п'яту перемогу в національному чемпіонаті по бігу з перешкодами на відстані 3000 метрів та участь у міжнародних змаганнях в цій дисципліні отримав звання майстра спорту.

## Статистика виступів
| Рік            | Змагання                                      | Місто                   | Місце          | Дисципліна       | Примітки       |
| Збірна Україна | Збірна Україна                                | Збірна Україна          | Збірна Україна | Збірна Україна   | Збірна Україна |
| -------------- | --------------------------------------------- | ----------------------- | -------------- | ---------------- | -------------- |
| 1999           | Юніорський чемпіонат Європи з легкої атлетики | Рига, Латвія            | 2-ге           | 3000 м стипльчез | 8:44.48        |
| 2000           | Юніорський чемпіонат світу з легкої атлетики  | Сантьяго, Чилі          | 18-те (х)      | 3000 м стипльчез | 9:12.45        |
| 2001           | Чемпіонат Європи з легкої атлетики (U-23)     | Амстердам, Нідерланди   | 2-ге           | 3000 м стипльчез | 8:37.09        |
| 2002           | Чемпіонат Європи                              | Мюнхен, Німеччина       | 6-те           | 3000 м стипльчез | 8:30.16        |
| 2003           | Чемпіонат Європи U-23                         | Бидгощ, Польща          | 4-те           | 3000 м стипльчез | 8:29.00        |
| 2003           | Чемпіонат світу                               | Париж, Франція          | 26-те (х)      | 3000 м стипльчез | 8:28.64        |
| 2004           | Олімпійські ігри                              | Афіни, Греція           | 18-те (х)      | 3000 м стипльчез | 8:24.84        |
| 2005           | Чемпіонат світу                               | Гельсінкі, Фінляндія    | 31-ше (х)      | 3000 м стипльчез | 8:35.73        |
| 2005           | Універсіада                                   | Ізмір, Туреччина        | 6-те           | 3000 м стипльчез | 8:34.41        |
| 2006           | Чемпіонат Європи                              | Гетеборг, Швеція        | 21-ше (х)      | 3000 м стипльчез | 8:42.55        |
| 2007           | Універсіада                                   | Бангкок, Таїланд        | 13-те (х)      | 3000 м стипльчез | 8:46.02        |
| 2012           | Олімпійські ігри                              | Лондон, Велика Британія | 15-те (х)      | 3000 м стипльчез | 8:23.35        |
| 2013           | Чемпіонат світу                               | Москва, Росія           | 27-ме (х)      | 3000 м стипльчез | 8:33.60        |
| 2014           | Чемпіонат Європи                              | Цюрих, Швейцарія        | 21-ше (х)      | 3000 м стипльчез | 8:43.99        |
| 2016           | Чемпіонат Європи                              | Амстердам, Нідерланди   | –              | 3000 м стипльчез | ДКВ            |